# Minny ten Hove
Minny ten Hove (Maastricht, 30 maart 1898 - Den Haag, 14 november 1976) was een Nederlands actrice.
Ten Hove was voornamelijk in de jaren twintig actief. Ze was aangesloten bij het Verenigd Tooneel. Ze speelde rollen in onder meer Alles komt terecht in 1925, Op Weg naar de Nachtboot in 1926, Spel van Liefde en List in 1928 en De Heilige Vlam. Voor haar acteerspel kreeg ze veel lof van de pers.